# Мартін Лідберг
Джон Мартін Лідберг (швед. Johan Martin Lidberg; нар. 1 лютого 1973, Стокгольм) —  шведський борець греко-римського стилю, чемпіон світу, дворазовий чемпіон Європи, учасник Олімпійських ігор. Старший брат чемпіона світу 2011 року, бронзового олімпійського медаліста 2012 року Джиммі Лідберга.

## Спортивні результати на міжнародних змаганнях

### Виступи на Олімпіадах
| Змагання                    | Збірна | Вагова категорія                 | Місце |
| --------------------------- | ------ | -------------------------------- | ----- |
| Літні Олімпійські ігри 1996 | Швеція | греко-римська боротьба, до 82 кг | 6     |
| Літні Олімпійські ігри 2000 | Швеція | греко-римська боротьба, до 85 кг | 7     |
| Літні Олімпійські ігри 2004 | Швеція | греко-римська боротьба, до 96 кг | 18    |

### Виступи на Чемпіонатах світу
| Змагання                        | Збірна | Вагова категорія                 | Місце  |
| ------------------------------- | ------ | -------------------------------- | ------ |
| Чемпіонат світу з боротьби 1993 | Швеція | греко-римська боротьба, до 82 кг | 6      |
| Чемпіонат світу з боротьби 1994 | Швеція | греко-римська боротьба, до 82 кг | 21     |
| Чемпіонат світу з боротьби 1995 | Швеція | греко-римська боротьба, до 82 кг | 8      |
| Чемпіонат світу з боротьби 1997 | Швеція | греко-римська боротьба, до 85 кг | 4      |
| Чемпіонат світу з боротьби 1998 | Швеція | греко-римська боротьба, до 85 кг | Бронза |
| Чемпіонат світу з боротьби 1999 | Швеція | греко-римська боротьба, до 85 кг | 5      |
| Чемпіонат світу з боротьби 2001 | Швеція | греко-римська боротьба, до 85 кг | 6      |
| Чемпіонат світу з боротьби 2003 | Швеція | греко-римська боротьба, до 96 кг | Золото |

### Виступи на Чемпіонатах Європи
| Змагання                         | Збірна | Вагова категорія                 | Місце  |
| -------------------------------- | ------ | -------------------------------- | ------ |
| Чемпіонат Європи з боротьби 1994 | Швеція | греко-римська боротьба, до 82 кг | 9      |
| Чемпіонат Європи з боротьби 1995 | Швеція | греко-римська боротьба, до 82 кг | 16     |
| Чемпіонат Європи з боротьби 1996 | Швеція | греко-римська боротьба, до 82 кг | 5      |
| Чемпіонат Європи з боротьби 1997 | Швеція | греко-римська боротьба, до 85 кг | 4      |
| Чемпіонат Європи з боротьби 1998 | Швеція | греко-римська боротьба, до 85 кг | Бронза |
| Чемпіонат Європи з боротьби 1999 | Швеція | греко-римська боротьба, до 85 кг | Срібло |
| Чемпіонат Європи з боротьби 2000 | Швеція | греко-римська боротьба, до 85 кг | Золото |
| Чемпіонат Європи з боротьби 2002 | Швеція | греко-римська боротьба, до 96 кг | 11     |
| Чемпіонат Європи з боротьби 2003 | Швеція | греко-римська боротьба, до 96 кг | 5      |
| Чемпіонат Європи з боротьби 2004 | Швеція | греко-римська боротьба, до 96 кг | Золото |

### Виступи на інших змаганнях
| Змагання                            | Збірна | Вагова категорія                 | Місце  |
| ----------------------------------- | ------ | -------------------------------- | ------ |
| Гран-прі Німеччини з боротьби 1992  | Швеція | греко-римська боротьба, до 74 кг | 8      |
| Гран-прі Німеччини з боротьби 1993  | Швеція | греко-римська боротьба, до 82 кг | Срібло |
| Північний чемпіонат з боротьби 1993 | Швеція | греко-римська боротьба, до 82 кг | Золото |
| Північний чемпіонат з боротьби 1994 | Швеція | греко-римська боротьба, до 82 кг | Золото |
| Північний чемпіонат з боротьби 1996 | Швеція | греко-римська боротьба, до 90 кг | Срібло |
| Тестовий турнір FILA 1998           | Швеція | греко-римська боротьба, до 85 кг | 6      |
| Північний чемпіонат з боротьби 1998 | Швеція | греко-римська боротьба, до 85 кг | Золото |
| Гран-прі Німеччини з боротьби 1998  | Швеція | греко-римська боротьба, до 85 кг | Бронза |
| Північний чемпіонат з боротьби 2000 | Швеція | греко-римська боротьба, до 97 кг | Золото |
| Північний чемпіонат з боротьби 2003 | Швеція | греко-римська боротьба, до 96 кг | Золото |
| Гран-прі Німеччини з боротьби 2003  | Швеція | греко-римська боротьба, до 96 кг | 10     |
| Гран-прі Німеччини з боротьби 2004  | Швеція | греко-римська боротьба, до 96 кг | Золото |

### Виступи на змаганнях молодших вікових груп
| Змагання                                          | Збірна | Вагова категорія                 | Місце  |
| ------------------------------------------------- | ------ | -------------------------------- | ------ |
| Чемпіонат Європи з боротьби серед юніорів 1989    | Швеція | греко-римська боротьба, до 68 кг | 9      |
| Північний чемпіонат з боротьби серед юніорів 1990 | Швеція | греко-римська боротьба, до 74 кг | Золото |
| Північний чемпіонат з боротьби серед юніорів 1991 | Швеція | греко-римська боротьба, до 74 кг | Бронза |
| Чемпіонат світу з боротьби серед юніорів 1991     | Швеція | греко-римська боротьба, до 74 кг | Золото |
| Кубок світу з боротьби серед молоді 1992          | Швеція | греко-римська боротьба, до 82 кг | Срібло |
| Чемпіонат Європи з боротьби серед молоді 1992     | Швеція | греко-римська боротьба, до 74 кг | Золото |
| Чемпіонат світу з боротьби серед молоді 1993      | Швеція | греко-римська боротьба, до 82 кг | Золото |
| Чемпіонат Європи з боротьби серед кадетів 1988    | Швеція | греко-римська боротьба, до 60 кг | Золото |